# Brabançonne (poule)
Pour les articles homonymes, voir Brabançonne Hollandaise et Brabançonne.
La brabançonne est une race de poule domestique belge. C'est une poule fermière.

## Description
C'est une race fermière, avec une petite huppe, bonne pondeuse de gros œufs blancs (60 à 70 grammes)

## Origine
La Brabançonne est originaire du Brabant.

## Standard
- Masse idéale: coq : 2,5 kg ; poule : 2 kg
- Crête : simple
- Bec : fort et de longueur moyenne, aux narines larges et caverneuses
- Yeux : rouge orangé
- Oreillons : blanc
- Diamètre des bagues: coq : 18 mm; poule : 16 mm
- Variétés de plumage : caille dorée, caille bleu dorée, caille argentée, caille bleu argenté, blanche, noire, bleue, bleu andalou, fauve, fauve herminé noir, blanc-herminé noir

## Sources
- Le Standard officiel des volailles (Poules, oies, dindons, canards et pintades), édité par la SCAF.
- Le Standard des races belges (Belgique).